# Vargträsket, Västerbotten
Vargträsket är en sjö i Skellefteå kommun i Västerbotten och ingår i Skellefteälvens huvudavrinningsområde. Sjön har en area på 0,752 kvadratkilometer och ligger 295 meter över havet. Sjön avvattnas av vattendraget Nyträskån.

## Delavrinningsområde
Vargträsket ingår i det delavrinningsområde (723397-169166) som SMHI kallar för Ovan Nymyrbäcken. Medelhöjden är 318 meter över havet och ytan är 20,07 kvadratkilometer. Det finns inga avrinningsområden uppströms utan avrinningsområdet är högsta punkten. Nyträskån som avvattnar avrinningsområdet har biflödesordning 5, vilket innebär att vattnet flödar genom totalt 5 vattendrag innan det når havet efter 103 kilometer. Avrinningsområdet består mestadels av skog (39 procent) och sankmarker (51 procent). Avrinningsområdet har 0,75 kvadratkilometer vattenytor vilket ger det en sjöprocent på 3,8 procent.